# Khalfan Ibrahim
Khalfan Ibrahim Khalfan Al-Khalfan (arab. خلفان إبراهيم خلفان, ur. 18 lutego 1988 w Dosze) – katarski piłkarz występujący na pozycji napastnika w drużynie Al-Sadd. Wybrany najlepszym azjatyckim piłkarzem roku 2006.

## Kariera piłkarska
Khalfan Ibrahim jest wychowankiem klubu Al-Arabi. Od 2004 gra w barwach zespołu Al-Sadd, który bierze udział w rozgrywkach Qatar Stars League. W 2006 zadebiutował w reprezentacji Kataru. W 2011 został powołany do kadry na Puchar Azji rozgrywany właśnie w Katarze. Jego drużyna wyszła z grupy, zajmując 2. miejsce, jednak odpadła w ćwierćfinale z późniejszym mistrzem – Japonią.

### Nagrody
Khalfan Ibrahim w 2006 został wybrany Azjatyckim Piłkarzem Roku.